# Liste der Monuments historiques in Vineuil-Saint-Firmin
Die Liste der Monuments historiques in Vineuil-Saint-Firmin führt die Monuments historiques in der französischen Gemeinde Vineuil-Saint-Firmin auf.

## Liste der Bauwerke
| Bezeichnung                   | Beschreibung                                                         | Standort | Kennzeichnung | Schutzstatus | Datum | Bild           |
| ----------------------------- | -------------------------------------------------------------------- | -------- | ------------- | ------------ | ----- | -------------- |
| Schloss                       | Erbaut im 18. Jahrhundert                                            | (Lage)   | PA00114966    | Inscrit      | 1988  | weitere Bilder |
| Maison Saint-Pierre           | Haus, erbaut in der zweiten Hälfte des 18. Jahrhunderts              | (Lage)   | PA00114970    | Inscrit      | 1988  | weitere Bilder |
| Kirche St-Firmin              | Erbaut ab dem 13. Jahrhundert                                        | (Lage)   | PA00114967    | Inscrit      | 1970  | weitere Bilder |
| Ferme de la Ménagerie         | Bauernhof, erbaut im 17./18. Jahrhundert                             | (Lage)   | PA00114969    | Inscrit      | 1988  | weitere Bilder |
| Faisanderie d’Apremont        | Haus, erbaut 1830                                                    | (Lage)   | PA00114968    | Inscrit      | 1988  | weitere Bilder |
| Park der Domäne von Chantilly | auf auch dem Gebiet der Gemeinden Chantilly und Avilly-Saint-Léonard | (Lage)   | PA00114971    | Classé       | 1988  |                |
| Table d’Apremont              | 18. Jahrhundert                                                      | (Lage)   | PA00114972    | Inscrit      | 1988  |                |

## Liste der Objekte

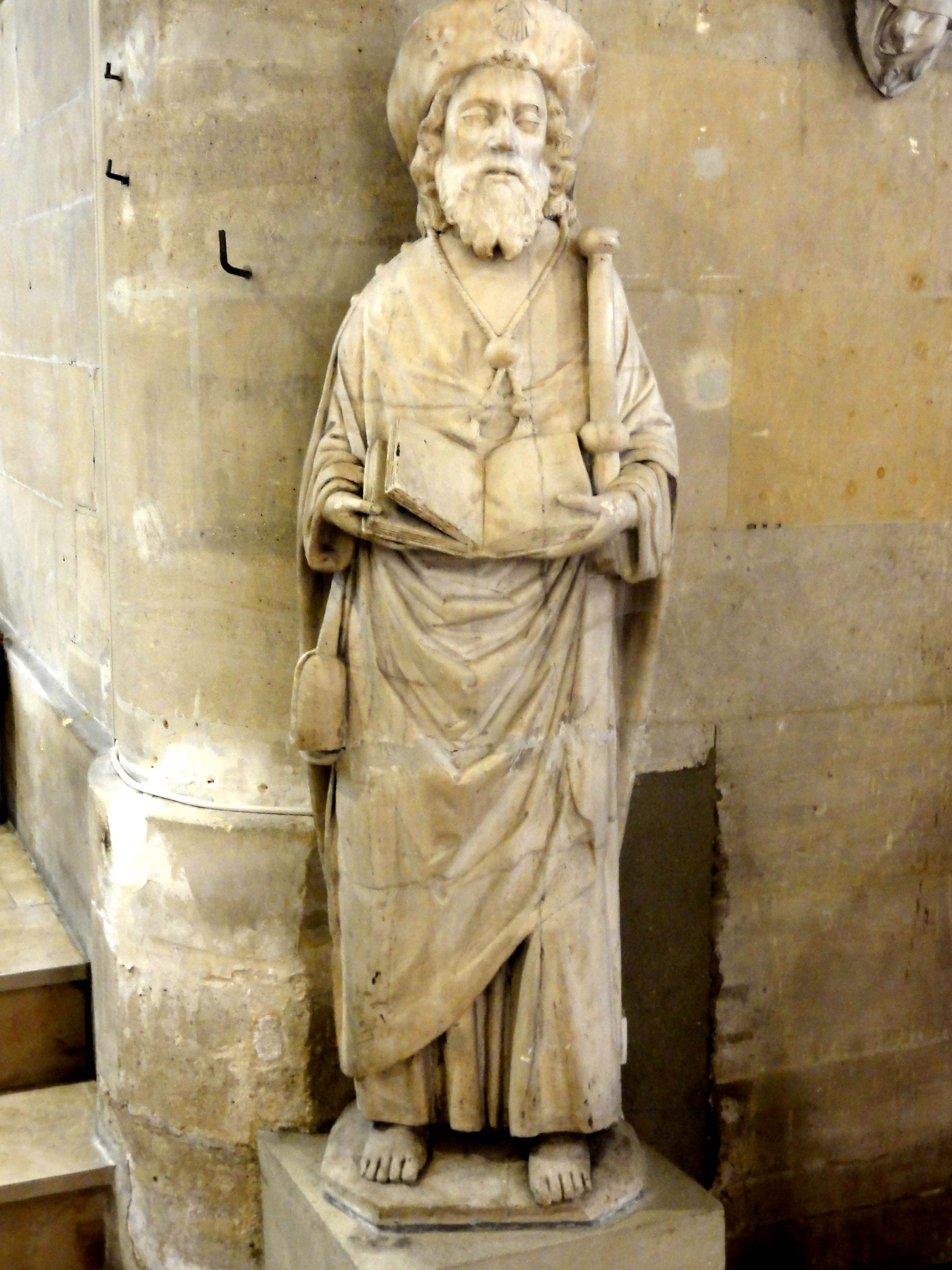
Skulptur Jakobus der Ältere in der Kirche St-Firmin

- Monuments historiques (Objekte) in Vineuil-Saint-Firmin in der Base Palissy des französischen Kultusministeriums